# ハーネット・カウンティ (戦車揚陸艦)
ハーネット・カウンティ (USS Harnett County, LST-821/AGP-821) は、アメリカ海軍の戦車揚陸艦。LST-542級戦車揚陸艦の1隻。艦名はノースカロライナ州のハーネット郡に因む。アメリカ海軍で第二次世界大戦とベトナム戦争に従軍した後、南ベトナム海軍に移管、マイ・トー (RVNS My Tho, HQ-800) と改名された。
ベトナム戦争後、アメリカ政府はハーネット・カウンティをフィリピン海軍に移管、シエラ・マドレ (BRP Sierra Madre, LT-57) と命名された。1999年、フィリピン政府はシエラ・マドレをスプラトリー諸島のセカンド・トーマス礁に座礁させた。船体には海兵隊員を駐留させ、中国の侵略行為に対抗する前哨拠点として使われている。

## アメリカ海軍
LST-821は1944年9月19日にインディアナ州エバンズビルのミズーリ・ヴァレー・ブリッジ・アンド・アイアン・カンパニーで起工し、1944年10月27日にヒュー・ロバートソン・シニア夫人によって進水、11月14日にJ・ルーディン少佐の指揮下就役した。
第二次世界大戦の間、LST-821はアジア-太平洋地域で作戦活動に従事し、1945年4月から6月には沖縄戦に参加した。戦後は日本の占領任務に当たり、1945年12月上旬には帰国、1946年3月に退役、太平洋予備役艦隊入りした。1955年7月1日、残存する戦車揚陸艦には郡の名が艦名として与えられ、LST-821はハーネット・カウンティ (USS Harnett County, LST-821) と命名された。
1966年8月20日、ハーネット・カウンティは再就役しベトナム戦争に従軍、以下の作戦に参加した。
- the Vietnamese Counteroffensive - Phase II （1967年1月12日-5月31日）
- the Vietnamese Counteroffensive - Phase III （1967年6月1日-7月12日、8月17日-1968年1月29日）
- the Tet Counteroffensive （1968年1月30日-2月27日）
- the Vietnamese Counteroffensive - Phase IV （1968年4月9日-6月30日）
- the Vietnamese Counteroffensive - Phase V （1968年7月1日-11月1日）
- the Vietnamese Counteroffensive - Phase VI （1968年11月2日-4日、12月8日-1969年2月22日）
- the Tet/69 Counteroffensive （1969年2月23日-5月7日）
- Vietnam Summer-Fall 1969 （1969年8月4日-10月31日）
- Vietnam Winter-Spring 1970 （1969年11月1日-1970年1月22日、2月17日-4月30日）
- the Sanctuary Counteroffensive （1970年5月1日-6月30日）
- the Vietnamese Counteroffensive - Phase VII （1970年7月1日-21日）

1970年の春にはパトロール艇母艦に艦種変更、艦番号はAGP-821となり、1970年10月12日にグアムで再び退役した。
LST-821は第二次世界大戦の戦功で1個の従軍星章を受章し、ベトナム戦争の戦功では9個の従軍星章、2個の大統領感状、3個の海軍殊勲部隊賞を受章した。

## 南ベトナム及びフィリピン海軍
アメリカ政府はハーネット・カウンティを安全保障支援プログラムに従って1970年10月12日に南ベトナム軍に移管、艦名はマイ・トー (RVNS My Tho, HQ-800) に変更された。マイ・トーは1975年4月のサイゴン陥落においてスービック湾に脱出した35隻の南ベトナム海軍艦隊の内の1隻であった。
1976年4月5日、マイ・トーはフィリピン海軍に移管され、シエラ・マドレ (BRP Sierra Madre, LT-57) と命名された。1999年、フィリピン海軍はシエラ・マドレをセカンド・トーマス礁に座礁させた。その任務は南シナ海における実効支配を強化するための物であった。2013年にニューヨーク・タイムズ紙はセカンド・トーマス礁のシエラ・マドレに乗り組むフィリピン海兵隊員の生活と、南シナ海の地政学におけるシエラ・マドレの役割について報じた。シエラ・マドレは2度と航行することは無いが、スプラトリー諸島での領土を巡る中国との争いにおいて前哨基地となっている。フィリピン海軍艦艇一覧ではシエラ・マドレは現役の艦艇としてリストされていないが、公式にも使用を中止されていない。シエラ・マドレが座礁している付近は浅瀬であるために小型船でないと接近することが出来ない。2023年現在船体赤茶色に腐食し居住環境は劣悪な状況となっている。2023年頃になってやっとまともな居住環境が整備され、インターネットにも接続できるようになった。しかし中国が補修資材の搬入を阻止しているために、施設の補修状況は本当に最小限な範囲に留まっている。
2014年3月11日（火）にフィリピン政府はマニラの中国大使に対して、3月9日に中国海警の艦艇がシエラ・マドレに交代要員と物資を届けようとするフィリピン海軍借り上げの民間船2隻を妨害したことに対して抗議した。これは中国が初めて行った補給妨害であった。3月13日にフィリピンはシエラ・マドレの海兵隊員に対して空中からの補給を行った。その後4月1日にフィリピン海軍は中国による封鎖を避けてシエラ・マドレに補給物資と交代要員を乗せた漁船を届けた。
2023年10月には補給船団が中国海警局の艦船に衝突された。
2023年11月には、シエラ・マドレに物資を届ける補給船2隻に対して中国は38隻の船を投入して妨害行為を行った。上空にはアメリカ軍の偵察機が飛行し船団が攻撃されればアメリカ軍は防衛に加わると中国船に警告した。補給船は、2022年に日本から提供された巡視船「メルチョラ・アキノ」と同じく日本製の44メートル級巡視船2隻「カブラ」「シンダンガン」の合計3隻が警護した。フィリピン政府は、中国海警局の艦船による執拗な妨害行為の報道のために国内外のメディア16社の乗船を認めた。船団は11月9日に西部パラワン島の中心都市プエルトプリンセサ沖を出発したが、10日未明には中国の船団に包囲された。中国の船はフィリピンの3隻の巡視船から補給船2隻を孤立させる目的で強引な割り込みや幅寄せなどの妨害行為を行い放水銃も使用した。

## ギャラリー

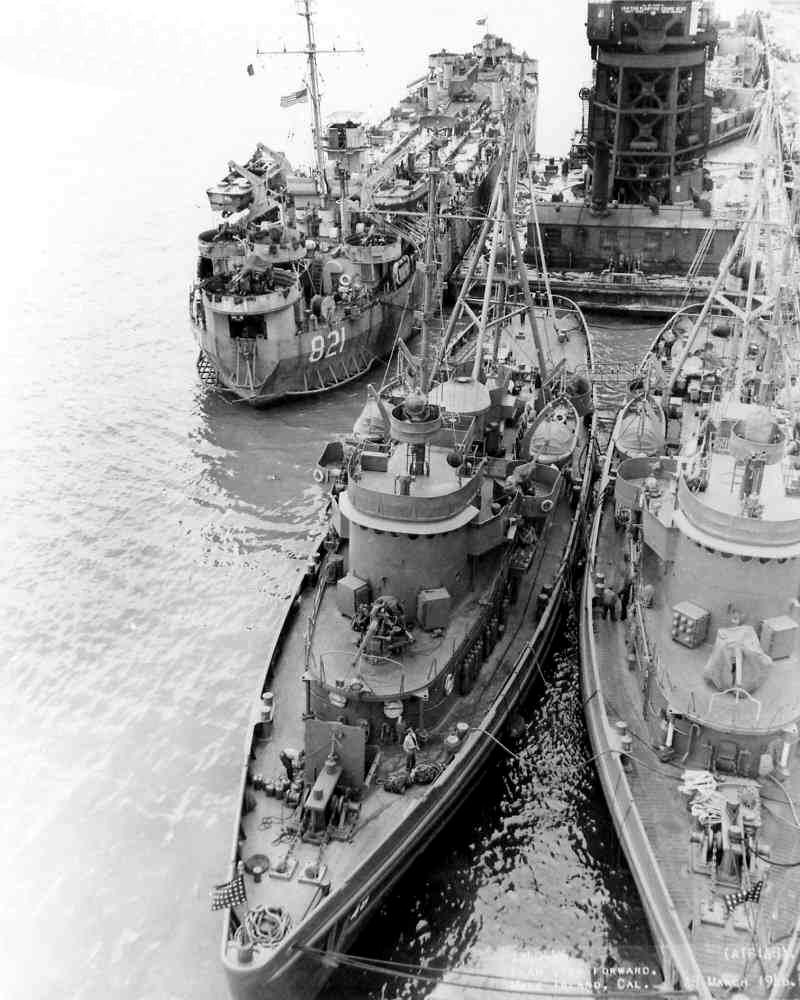
ハーネット・カウンティ（上右）、アコマウィ (USS Achomawi, ATF-148) とマンシー (USS Munsee, AT-107) が並ぶ後方に停泊する。メア・アイランド海軍造船所で、1946年3月28日
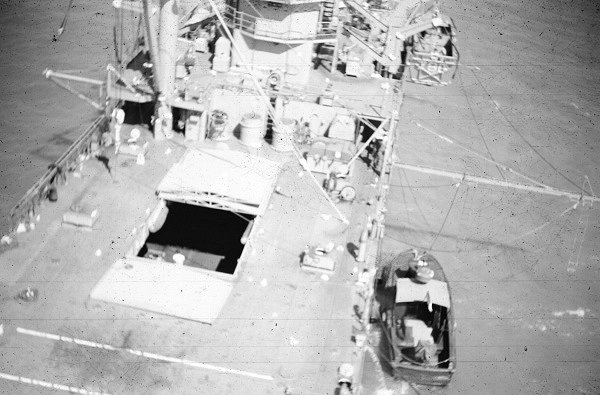
ハーネット・カウンティのメインデッキ、UH-1Bから撮影。